# La vestale (Mercadante)
La vestale és una òpera en tres actes de Saverio Mercadante, amb llibret de Salvadore Cammarano. S'estrenà al Teatro di San Carlo de Nàpols el 10 de març de 1840.	
A Catalunya es va estrenar el 23 de maig de 1852 al Gran Teatre del Liceu de Barcelona.

## Origen i context
El llibret està molt influenciat pel llibret de l'òpera més famosa de Spontini sobre el mateix tema, La vestale (1807). La vestale fou un producte d'un replantejament de Mercadante de mitjans de la dècada de 1830 després d'una estada a París i l'exposició a la grand opéra francesa, en particular, a Les Huguenots de Meyerbeer, que va portar al compositor a una reavaluació completa del seu estil.
En una carta al seu gran amic, Francesco Florimo, bibliotecari del Conservatori de Nàpols, Mercadante va justificar la seva nova orientació musical, exposant les raons del seu canvi de perspectiva artística i el desig d'explorar camins més innovadors en la composició: «He seguit la revolució que vaig començar amb Il giuramento. Les formes han variat, les vulgars cabalettas suprimides, els crescendos... fora. Una tessitura més estreta, un menor nombre de repeticions, més originalitat en les cadències... Èmfasi en el drama, orquestra rica (però no tant com per inundar les veus dels conjunts)... no gaire bombo ... i molt menys metall».

## Representacions
Després de la seva estrena, l'òpera va ser una de les òperes de Mercadante més interpretades, amb al voltant de cent cinquanta representacions en els teatres napolitans, encara que en vuit versions escèniques diferents durant més de trenta anys.
Després de caure en l'oblit, l'òpera va ser reviscuda al Festival de Wexford el 2004 sota la direcció de Paolo Arrivabeni, esdeveniment que va representar l'estrena britànica de l'òpera i es va enregistrar.